# Lažany, Strakonice
Lažany là một làng thuộc huyện Strakonice, vùng Jihočeský, Cộng hòa Séc.